# Pierre-Edouard Dechamps

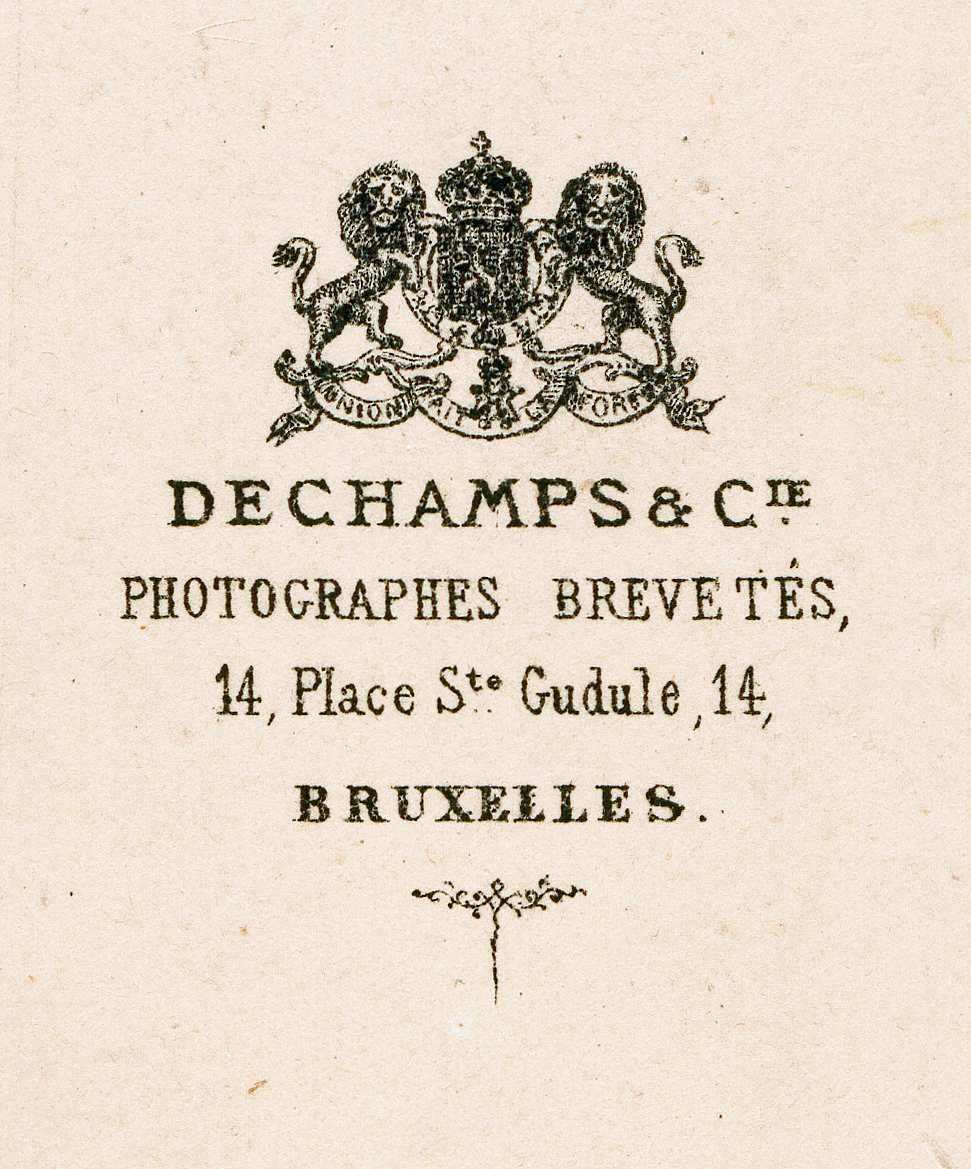
Handelsmerk van de fotostudio Pierre-Edouard Dechamps & Cie te Brussel

Pierre-Edouard Dechamps (Namen, 2 augustus 1828 - Luik, 31 augustus 1896) is een Belgisch fotograaf.
Pierre-Edouard Dechamps is de zoon van Jean Baptiste Dechamps en Marie Anne Javaux. Hij huwt in Namen in 1852 met Pauline Decoeur. Het gezin krijgt één zoon: Henri, geboren in 1854. ()
Dechamps vestigt zich vanaf ca. 1850 als handelaar van spiegels, kaders en prenten in zijn geboortestad Namen. Zijn zaak draagt de naam "Au Miroir d'Or" ("In de Gulden Spiegel"). Op een onbekend tijdstip, wellicht kort vóór 1860, gaat hij zich toeleggen op de fotografie en houdt hij in de Rue des Brasseurs nr. 39 in Namen een bijhuis open van het fotoatelier van François Deron uit Brussel. In 1863 stopt hij kennelijk vrij bruusk met die activiteit en verhuist hij naar Brussel waar hij een eigen fotoatelier opstart. Dit valt niet in goede aarde bij Deron, die in Namen plots zonder filiaalhouder valt en er in Brussel bovendien een concurrent bij krijgt. Het is niet duidelijk of er in Namen een nieuwe filiaalhouder van Deron gekomen is. Het staat wel vast dat de studio in de Rue des Brasseurs in november 1865 overgenomen zal worden door de fotograaf César Mitkiewicz en een jaar later door een zekere Morin.

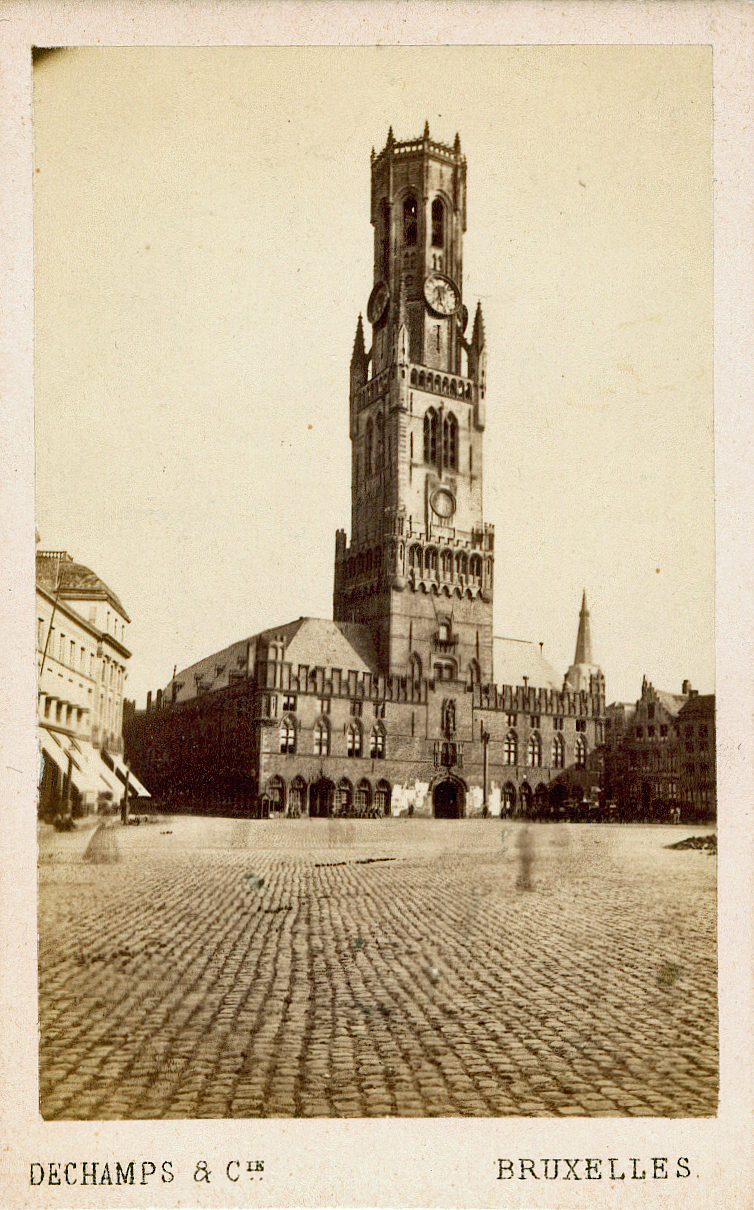
Het belfort van Brugge. Foto vóór 1878 genomen door Pierre-Edouard Dechamps

De fotostudio die Dechamps in mei 1863 in Brussel opent bevindt zich aan het Sint-Goedeleplein nr. 14. Op 15 september van datzelfde jaar verkrijgt hij een patent op een nieuw type fotopapier. In 1874 is hij bij de stichtende leden van de Association belge de Photographie, vereniging waarvan hij tot in 1881 lid zal blijven. Hij verwerft ook de titel van hoffotograaf. In 1880 verhuist hij naar Luik, waar hij nog enige jaren als fotograaf actief is en waar hij tot aan zijn overlijden in 1896 zal blijven wonen. De studio aan het Sint-Goedeleplein wordt overgenomen door de bekende fotograaf Charles Thiel senior (van 1881 tot 1883) en vervolgens overgelaten aan Josse Pepermans, die er tot aan zijn dood in 1895 zal blijven.